# 大田町 (山口県)
大田町（おおだちょう）は、山口県美祢郡にあった町。現在の美祢市美東町大田・美東町長登にあたる。本項では町制前の名称である大田村（おおだそん）についても述べる。

## 地理
- 山岳 ： 御器伏、西山、極寒山、権現山、中山、雨乞山、三頭山、矢櫃山
- 河川 ： 大田川

## 歴史
- 1889年（明治22年）4月1日 - 町村制の施行により、大田村・長登村の区域をもって大田村が発足。
- 1923年（大正12年）8月1日 - 大田村が町制施行して大田町となる。
- 1954年（昭和29年）10月1日 - 綾木村・真長田村・赤郷村と合併して美東町が発足。同日大田町廃止。